# Amanece en la ruta
«Amanece en la ruta» es una canción balada del grupo de rock argentino Suéter, perteneciente a su segundo álbum de estudio titulado Lluvia de gallinas, editado en 1984. Junto con «Vía México», «El anda diciendo» y «Extraño ser», es considerada como una de las canciones más emblemáticas de la banda. La revista Rolling Stone y la cadena MTV la ubicaron en el puesto número 95 de las mejores canciones de la historia del rock argentino.
La versión hispanoamericana de la señal Vh1 posicionó a «Amanece en la ruta» en el puesto número #71 de Las 100 grandiosas canciones de los 80 en español según VH1 Latinoamérica.

## Historia
La canción fue grabada en los Estudios Panda en febrero de 1984 y fue producido por la propia banda y con Daniel Grinbank para DG discos. Fue el segundo sencillo del disco Lluvia de gallinas, que gracias a su difusión, la banda pudo consagrarse. Miguel Zavaleta, vocalista del grupo y autor de la letra, explicó que Es una historia totalmente imaginada y que lo único real que tiene es que se la dediqué a un primo hermano mío (...) que murió en un accidente de auto. Algunas fuentes encuentran paralelismos entre ciertos elementos, como la ruta y el auto en llamas, y la dictadura militar argentina, finalizada un año antes del lanzamiento del tema. Pero son especulaciones desmentidas por el propio Zavaleta.
Mencionado anteriormente, la canción ha tenido a lo largo de varias décadas desde su lanzamiento, múltiples interpretaciones. Sin embargo, Zavaleta ha explicado que la letra es un relato de vida de personas que tuvieron experiencia cercana a la muerte en accidentes automovilísticos o que estuvieron clínicamente muertas.

Es cierto que «Amanece en la ruta» tiene pasajes lisérgicos. Sin embargo, es una historia muy literal. Es alguien que ve su propia muerte y cuando se da cuenta ya está camino a otra dimensión. Obviamente, no lo viví. Está basada en el sentido de entrar a lo desconocido y lo misterioso. Es un mensaje que también está en canciones de Spinetta o en «The Lamia», de Peter Gabriel".
Miguel Zavaleta en 2018.

Escrita a fines de 1983, Zavaleta no pretendía incluirla en el segundo disco de Suéter, ya que según él, la tenía de reserva en demo. Sin embargo, el ingeniero de sonido del material, Amilcar Gilabert en compañía de Charly García, la escucharon y convencieron a Zavaleta para que la incluyera.

## Análisis de la letra

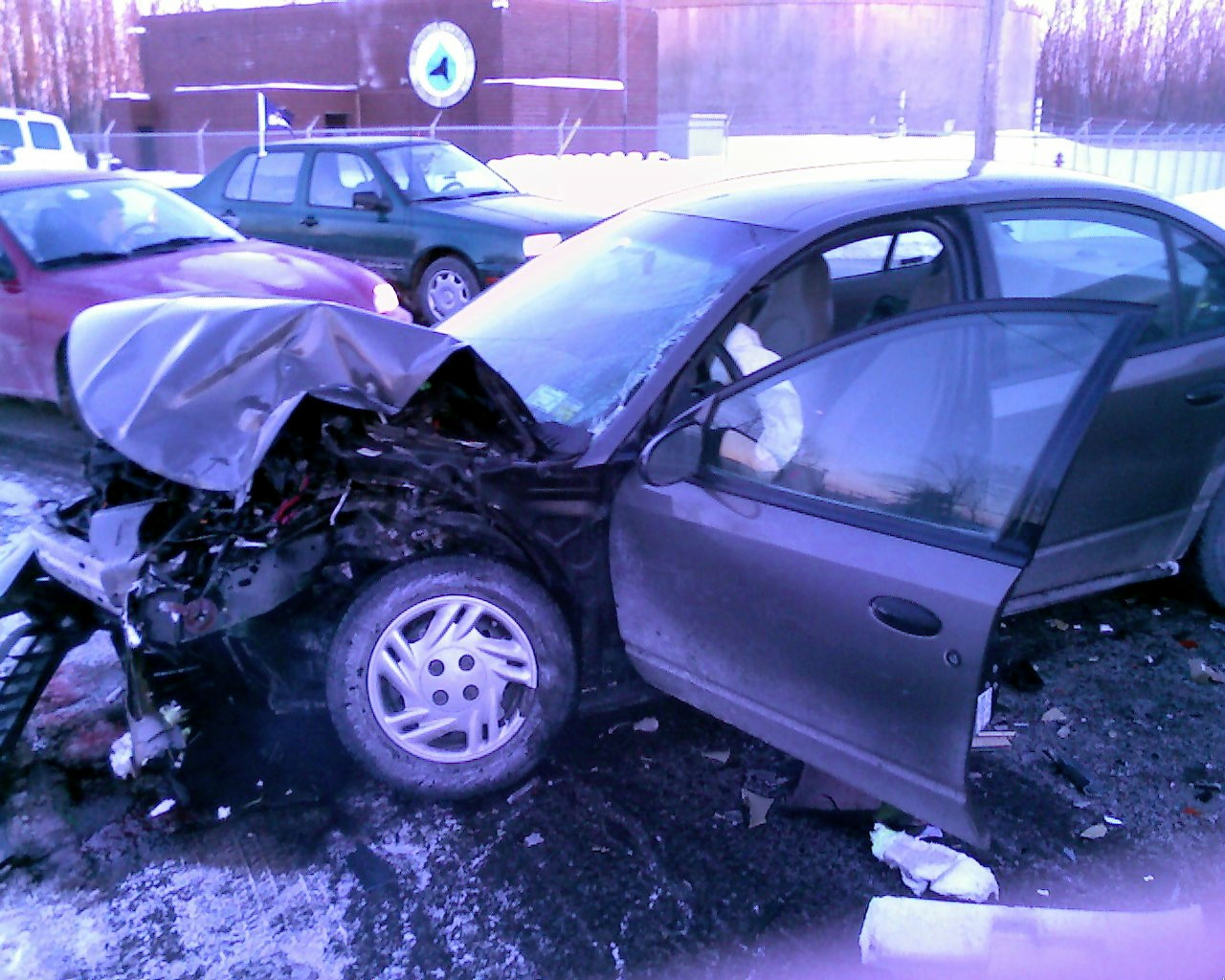
La canción relata un viaje en automóvil y cuyo destino final, termina siendo un accidente que acaba en tragedia.

Mucho se ha hablado de la letra de «Amanece en la ruta»; hay fuentes en donde se dice que la misma narra la experiencia de la dictadura militar en Argentina. Pero lo cierto es que el propio cantante y líder del grupo, Miguel Zavaleta se ha encargado de desmentir estos rumores. Según cuenta Zavaleta, el relato está dedicado a un primo hermano suyo que murió en un accidente en la ruta. De esta manera, la letra se pone en el lugar de esa víctima y en las sensaciones que pudo haber sentido al experimentar la muerte. La canción cuenta con aguda sutileza literaria, un viaje en automóvil por una ruta donde las vivencias de experimentar la muerte se entremezclan con un sentido de lo real y de lo imaginario.
Análisis
De entrada la canción va construyendo y "engañando" al oyente de que la misma trata de un sueño en el que el personaje se ve a sí mismo en un auto, prendido fuego y roto en su interior.

Amanece en la ruta, 

no me importa dónde estoy,

me he dormido viajando, 

he soñado tan intenso. 

Y en ese sueño yo me veía en ese auto pero no, 

no era el mismo porque estaba todo roto en su interior. 

Primera estrofa

En la próxima estrofa se describe la percepción del protagonista que entremezcla el sentido de lo real con lo imaginario:

Este paisaje es tan extraño, 

se parece al de un tren eléctrico, 

estos árboles tienen contornos, 

darme cuenta es algo hermoso. 

Y en ese sueño yo me veía en ese auto pero no, 

no era el mismo porque tenía fuego en su interior, 

en su interior. 

Segunda estrofa

A partir de su desarrollo el oyente comienza a darse cuenta de que el sueño narrado no es tal, sino que se trata de la percepción real de la muerte del propio protagonista, que sufre el accidente en el auto. Al promediar la canción, una estrofa de la letra reproduce la sensación del protagonista que muere. La proyección de su vida como un filme hace como si fuera un recuerdo acelerado de las Imagenes de su paso por la vida:

A medida que aceleramos mis recuerdos se estremecen,
y en un soplo veo proyectado como un film toda mi vida.
Tercera estrofa 1.

En la siguiente estrofa, el personaje hace duda de su paradero, luego de haber muerto:

Ya no se si el cielo esta arriba, 

abajo o dentro de mi.

y aunque el paisaje sea tan extraño, 

creo haber estado aquí.

Tercera estrofa 2

Allí comienza a descubrirse el trasfondo de su contenido. El estribillo muy pegadizo y efectivo, que retoma la idea existencial sobre su viaje hacia el abismo:

¿Dónde voy, dónde estoy, quién soy yo, qué hora es, dónde estaré?.
Estribillo

También puede ser recortado del relato general como metáfora de búsqueda existencial que todo ser humano por momentos siente:

Si afuera no es noche, 

tampoco es de día.

no hay tristezas, 

tan solo alegrías, 

en mi corazón''.
Cuarta estrofa

Al finalizar la canción, en la última estrofa, se revela el secreto de cómo vive y descubre al fin la muerte el protagonista:

Y ahora todo es una luz tan clara que a mi lado ya no hay nada, 

sólo alegría, paz y armonía y esa luz que es tan tibia. 

Y ahora comprendo que eso no era un sueño, en ese auto estaba yo, 

y ese auto estaba roto y con fuego en su interior.

Quinta estrofa

¿Dónde voy, dónde estoy, quién soy yo, qué hora es, dónde estaré?.
Estribillo

## Personal
- Miguel Zavaleta: Voz y Teclados (autor)
- Gustavo Donés: Bajo
- Juan del Barrio: Teclados
- Jorge Minissale: Guitarra
- Claudio Loza: Batería
- Hilda Lizarazu: Voz

## Versiones de otros artistas
- En el año 2003, fue lanzada una versión en formato sencillo.[8]
- En 2005 fue incluida en el álbum Inconsciente colectivo de la artista argentina Fabiana Cantilo.[9]
- El grupo de cumbia villera El Wachon; hizo su versión de esta canción, pero con una letra modificada.
- En 2013 fue incluida como bonus track en el álbum Abrir los ojos, el álbum debut de la joven cantante y actriz Olivia Viggiano.[10]